# 仁川駅
仁川駅（にがわえき）は、兵庫県宝塚市仁川北三丁目にある、阪急電鉄今津線の駅。阪神競馬場の最寄り駅でもあり、競馬開催日（特に終了時）は混雑する。駅番号はHK-25。

## 歴史
- 1923年（大正12年）12月28日：阪神急行電鉄（のちの阪急電鉄）西宝線の小林駅 - 甲東園駅間に新設開業[3]。
- 1926年（大正15年）12月18日：西宝線が今津線に改称[3]。
- 1972年（昭和47年）：降車用の臨時ホームを新設[1]。
- 1977年（昭和52年）：宝塚寄りに地下道を増設[1]。
- 2013年（平成25年）12月21日：駅ナンバリング(HK-25)が導入される[4][5]。

## 駅構造
相対式ホーム2面2線と、上り線（西宮北口方面）の宝塚寄りに降車用の単式1面の臨時ホームを有する地上駅。宝塚側に引き上げ線があるため、停留所ではない。各ホーム間は南北2か所の地下道により連絡している。
競馬開催時に混雑するため前記の降車用臨時ホームのほか、臨時改札口などが設置されている。かつては配布用ポケット時刻表にも臨時ホームを使用する可能性のある列車を記載していたこともある。
改札口は東西2か所設置されている。メインとなるのは東改札口で、窓口、自動券売機、売店、トイレが設置されている。競馬場方面の出口でもあるので、多数の自動改札機が設置されているが、競馬場が開場していない日は、窓口寄りの5基のみ使用している。東改札口付近には券売機が3台しか設置されていないが、競馬場へ向かう地下通路に券売機コーナーが設置されており、競馬客は主に地下通路で乗車券類を求めるようになっている。
西改札口は駅員無配置で、自動券売機が2台設置されている。
2002年にバリアフリー対応工事が完成し、南側地下道とホームを連絡するエレベーターが2機設置された。両改札口から、いずれのホームへも階段なしでアクセス可能となっている。
元々は現在の東改札口が臨時改札口で、南側の連絡地下道にあった地下改札口がメインであった。また、北側の連絡地下道は競馬開催日のみ使用されていた。その後、東改札口前が再開発され駅前ロータリーが整備され路線バスが直接乗り入れるようになるなどしたため、東改札口がメインとなった。
西宮北口駅方面、阪神競馬場方面の改札口近くには、ローソンHA阪急仁川店(6:30~18:00)が営業している。
トイレは東改札口にある。

### のりば
| 号線 | 路線    | 方向 | 行先                                         |
| ---- | ------- | ---- | -------------------------------------------- |
| 1    | ■今津線 | 下り | 宝塚・川西能勢口・中山観音・清荒神・箕面方面 |
| 2    | ■今津線 | 上り | 西宮北口・大阪・神戸・今津方面               |

- 実際には構内にのりば番号表記はないが、スマートフォン向けアプリ「阪急沿線ナビ TOKKアプリ」の発車案内機能では、宝塚方面が1号線、西宮北口方面が2号線と表示されている。
- 競馬開催時の際に使用された降車用の臨時ホーム（上り線のみ）が宝塚寄りにある。
- 2号線には、競馬開催時のみ使用される電光掲示板がある。

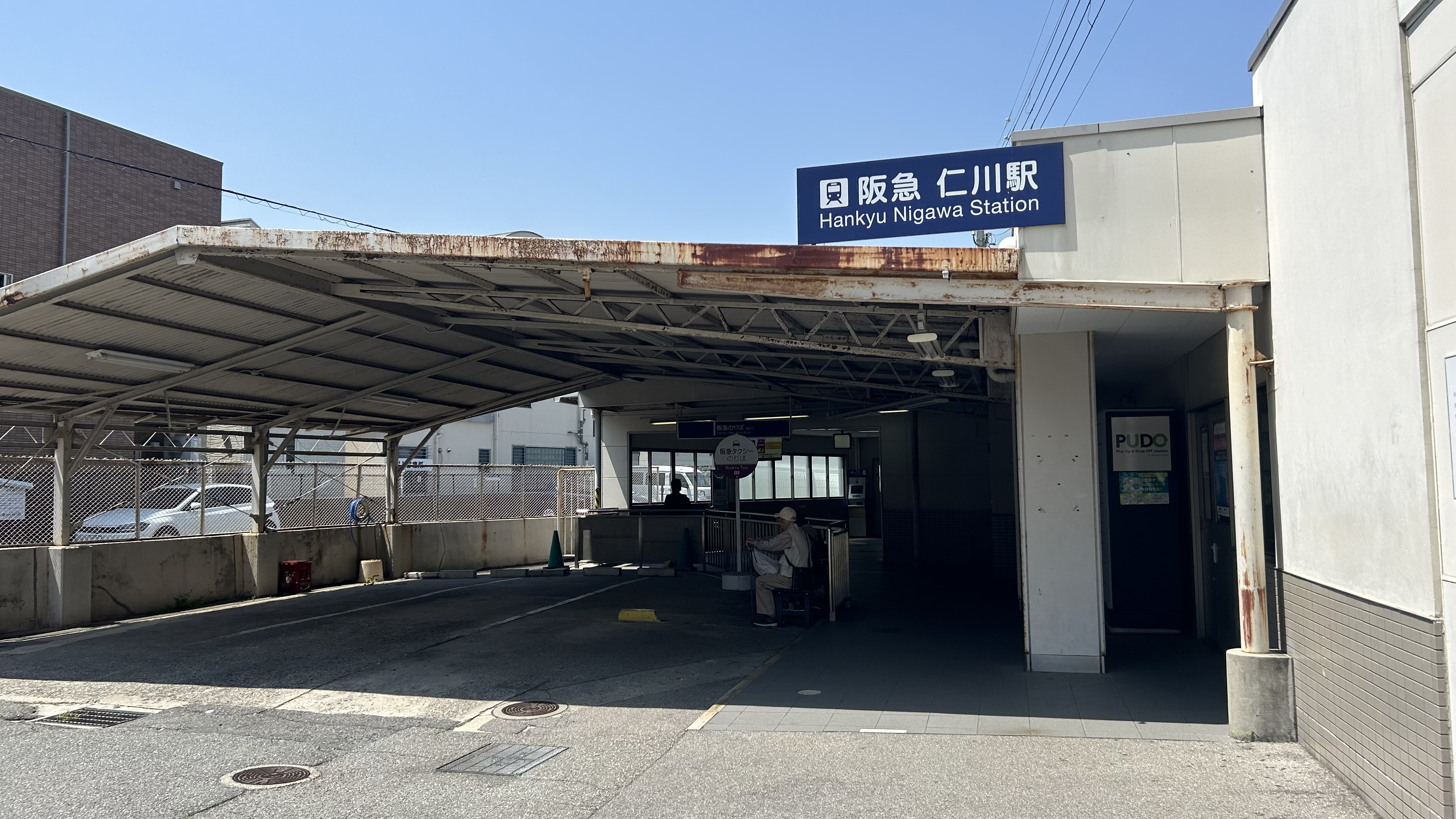
西口
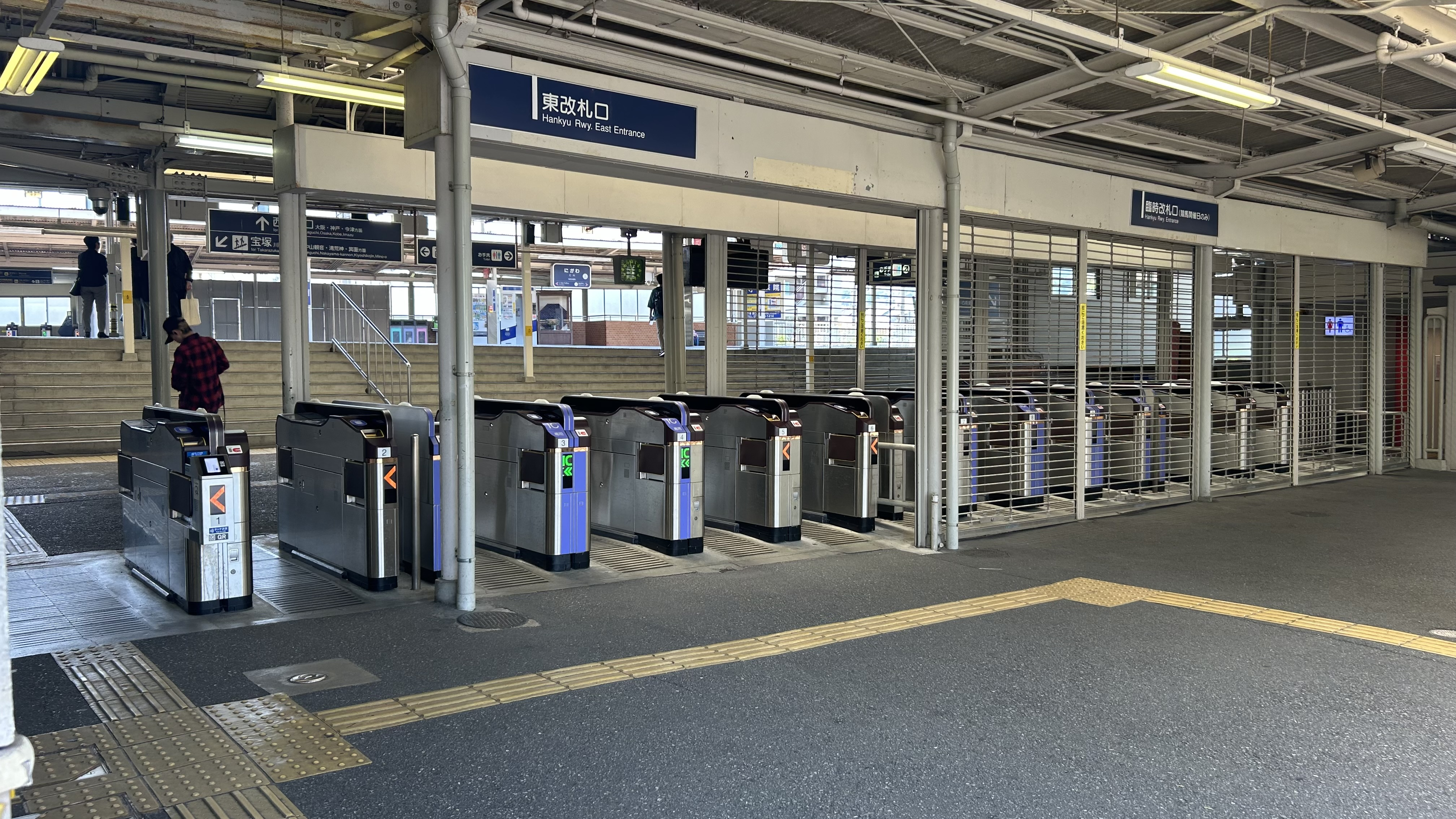
東改札口
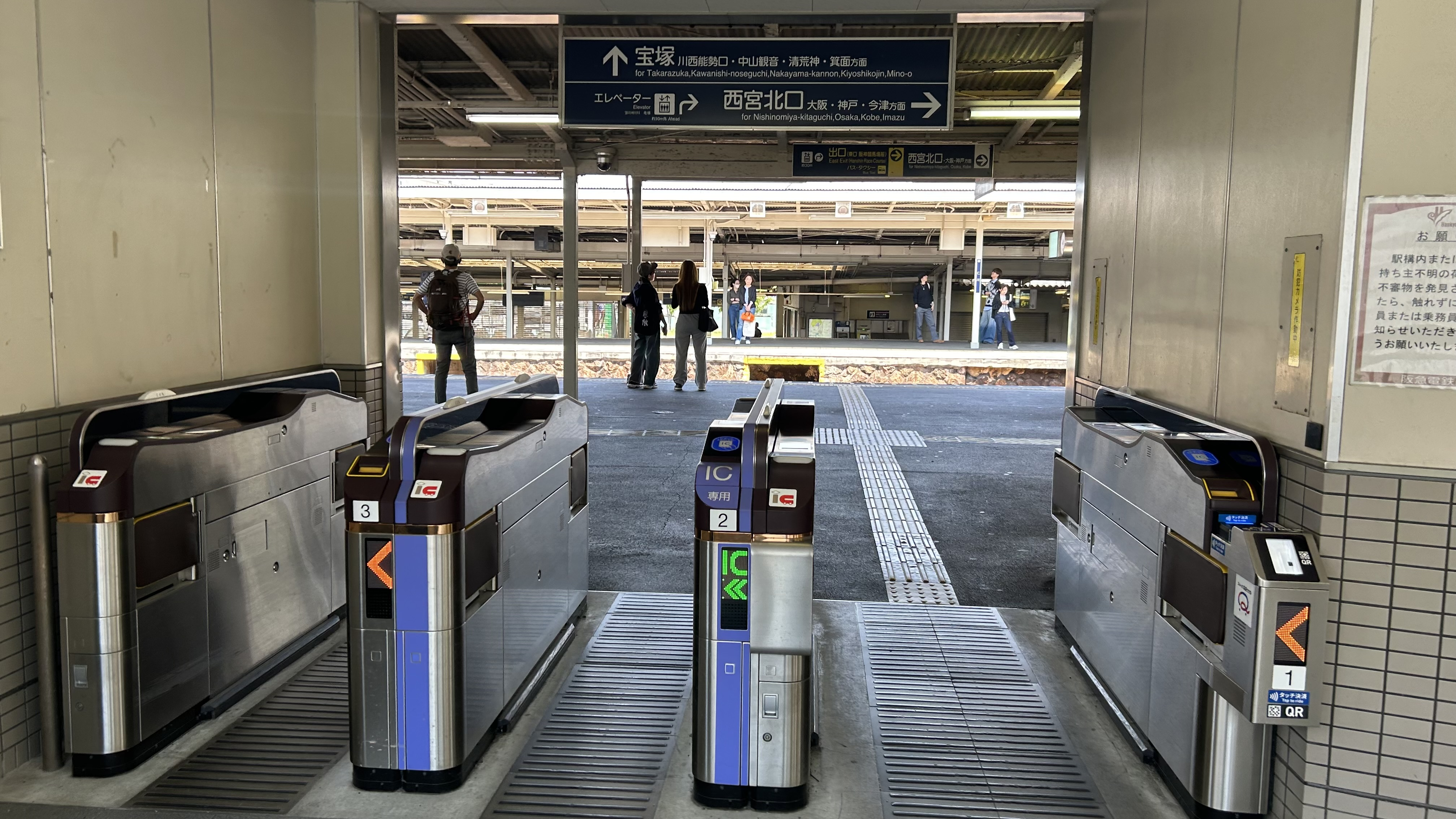
西改札口
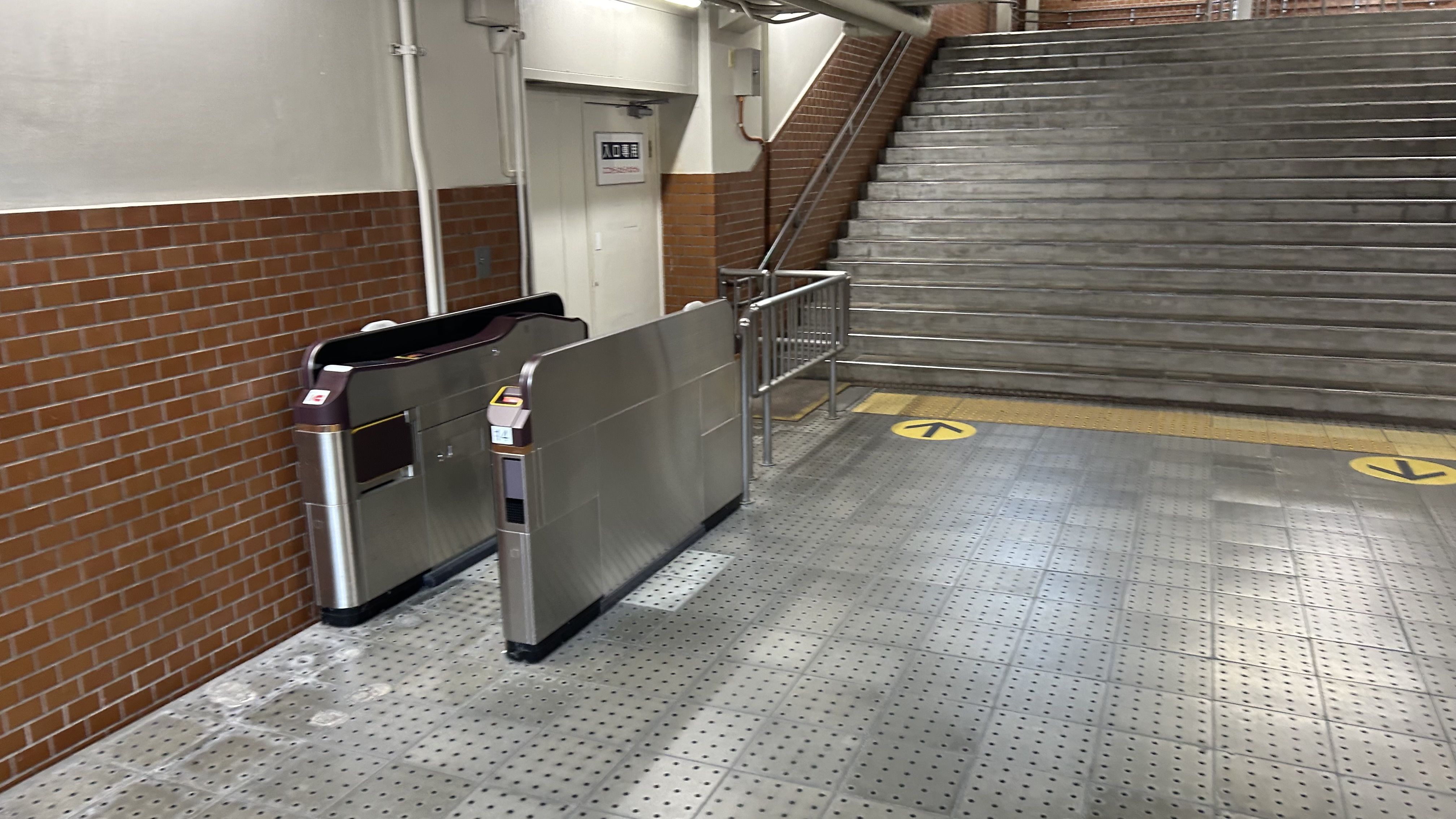
地下通路にある改札口
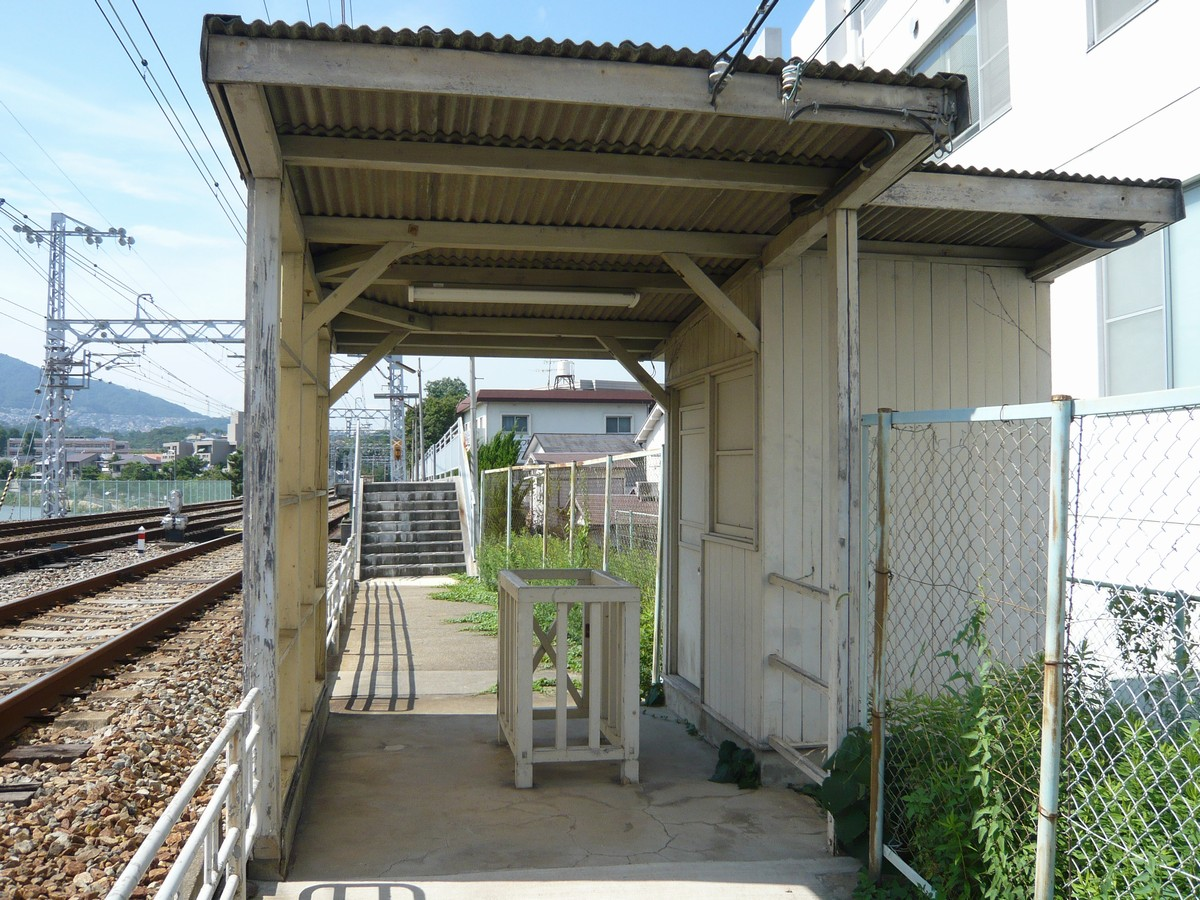
降車専用ホーム改札口
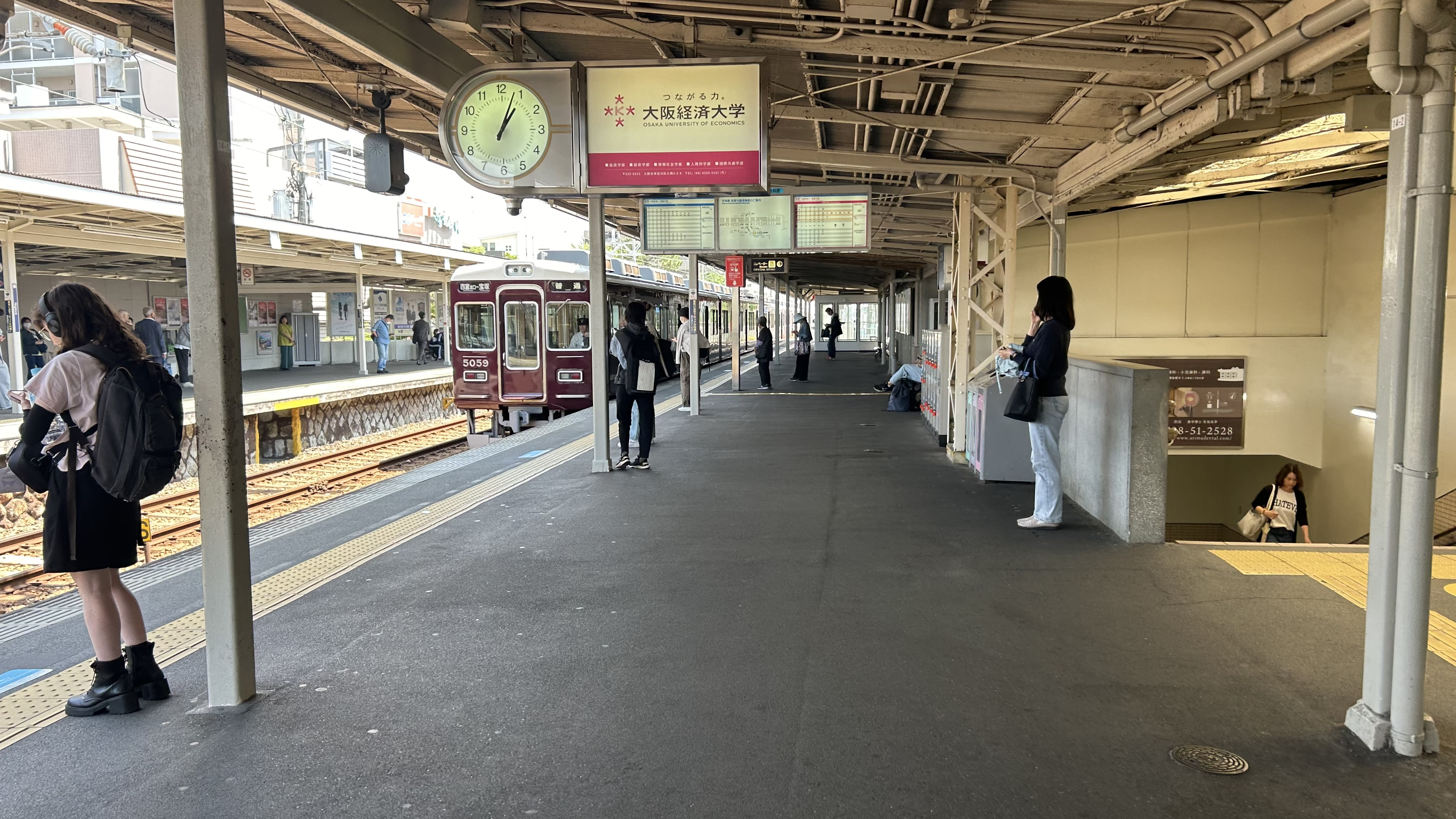
宝塚方面ホーム
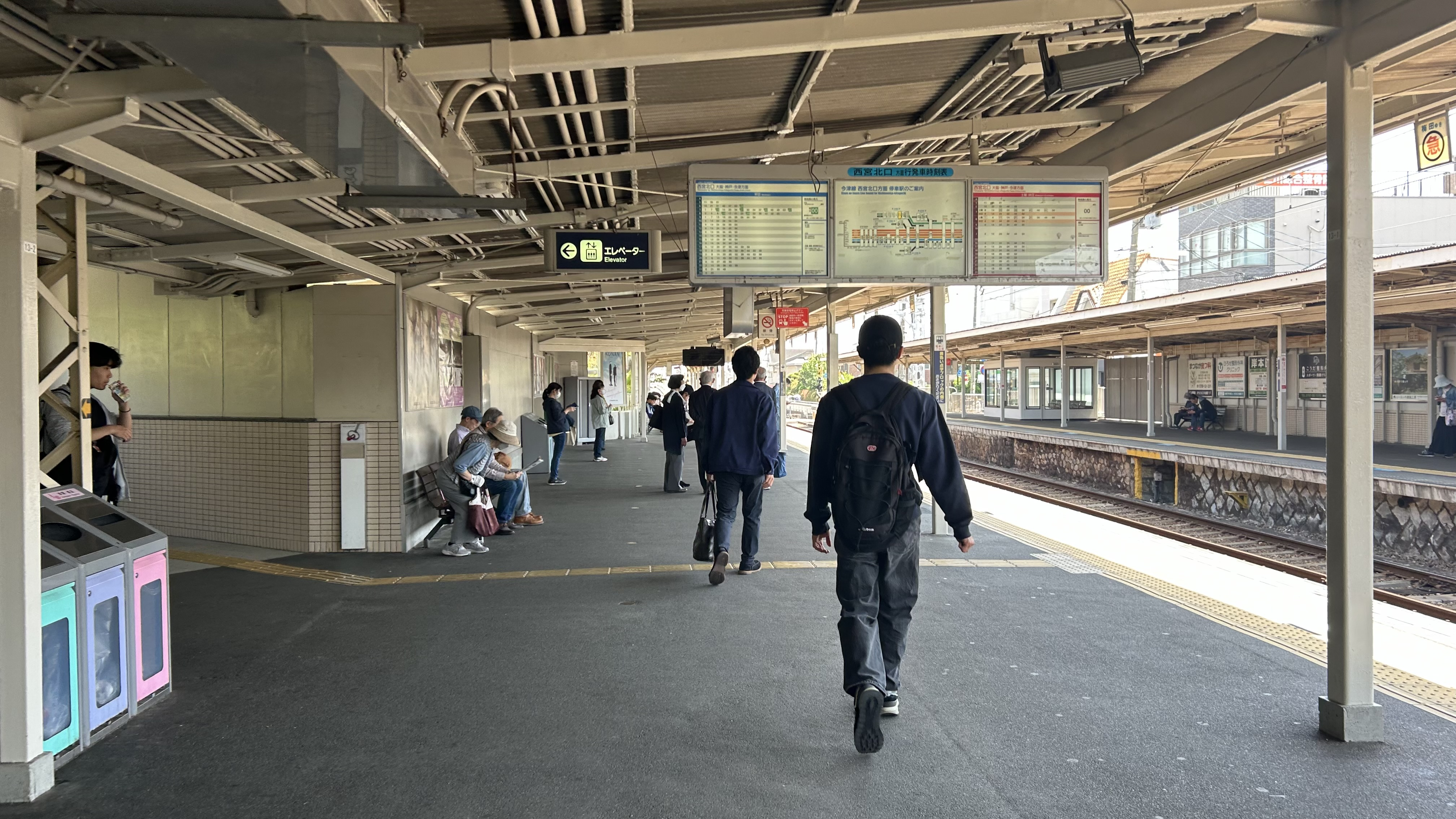
西宮北口方面ホーム
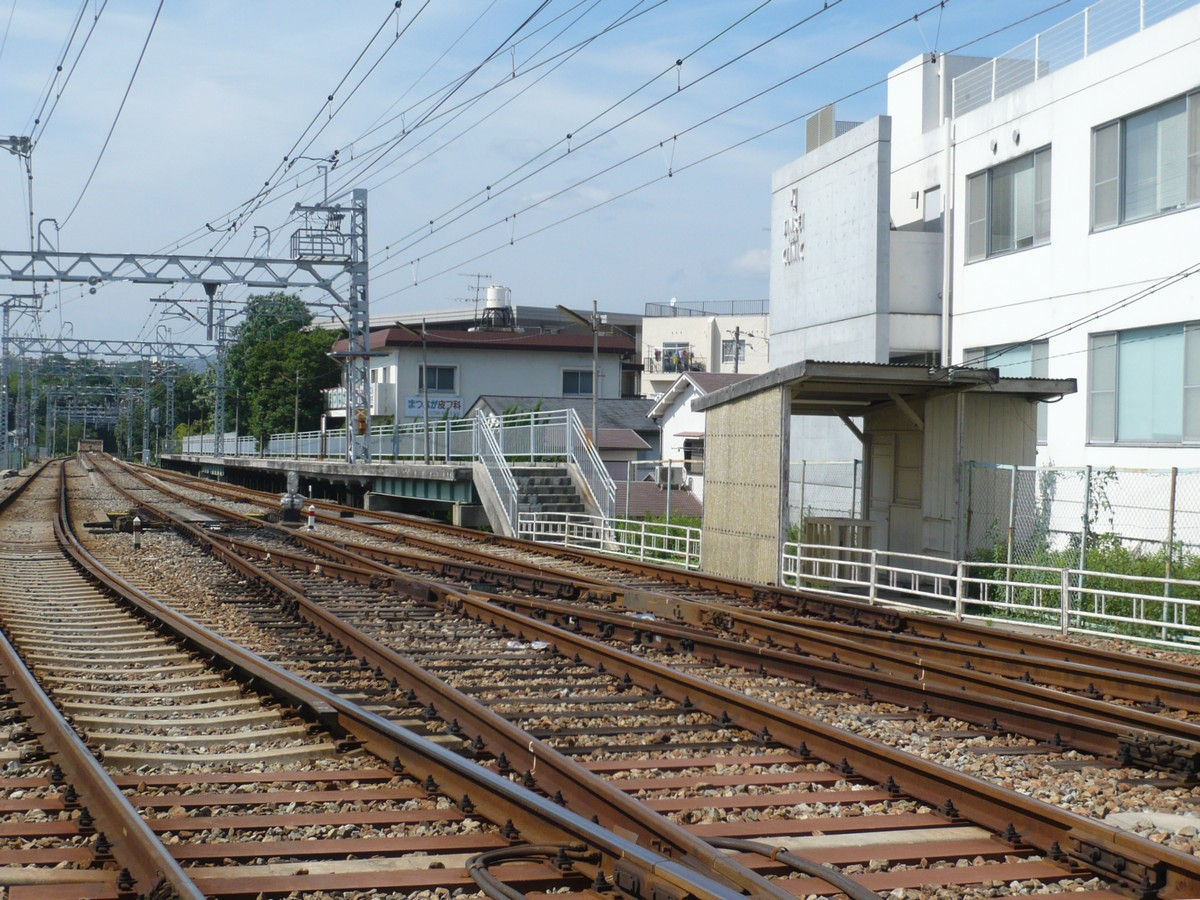
降車専用ホーム全景
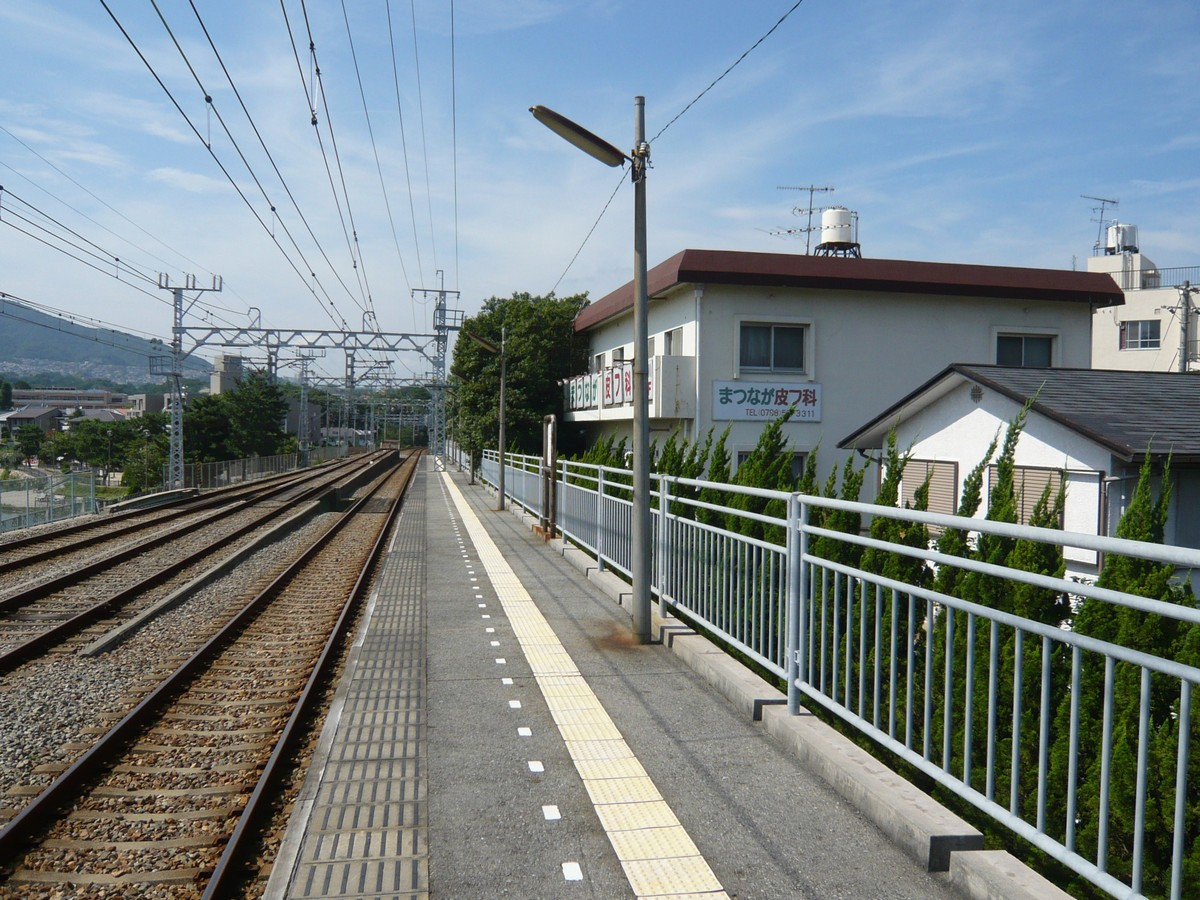
降車専用ホーム
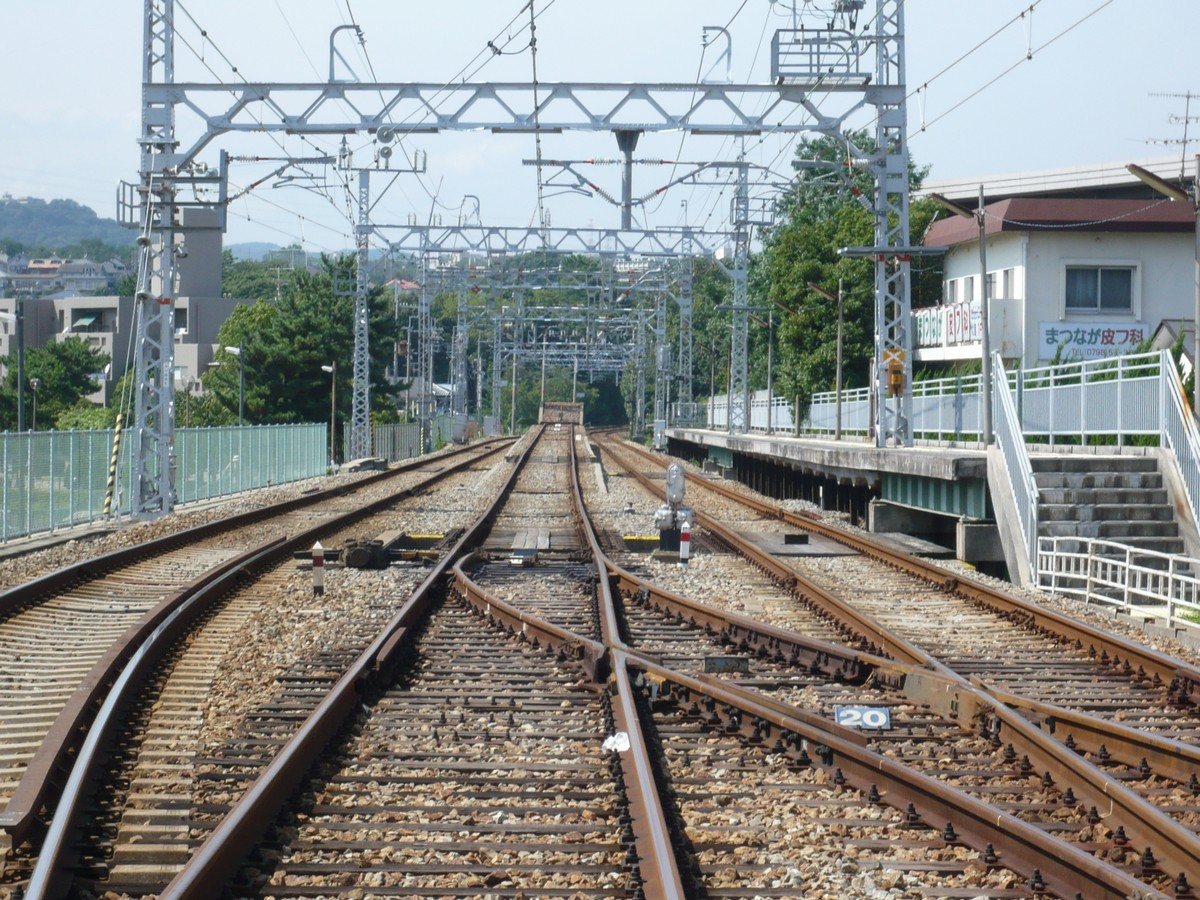
引上げ線。右端に見える小さなホームが、競馬開催日のみ使用される臨時ホーム。
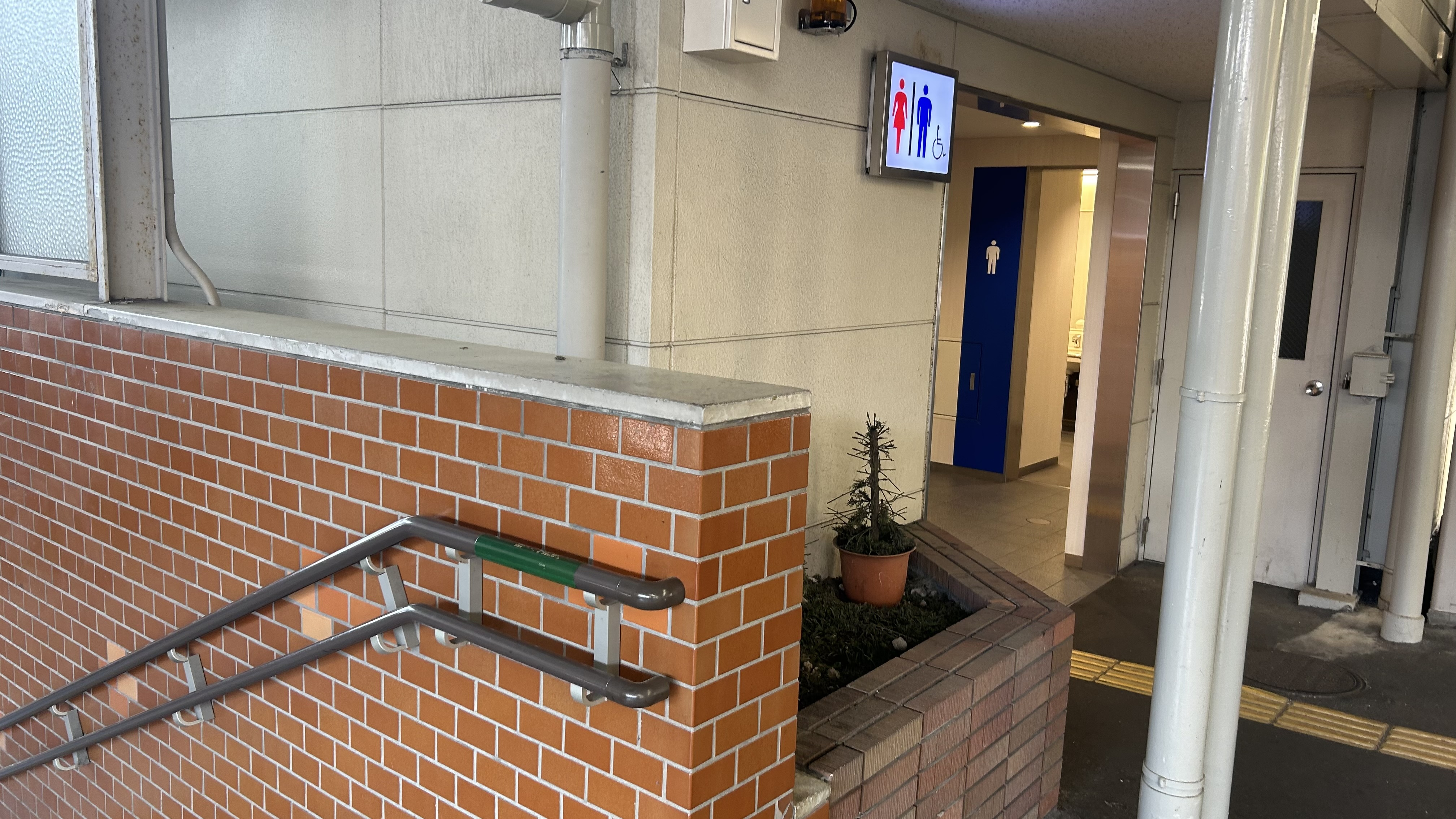
トイレ
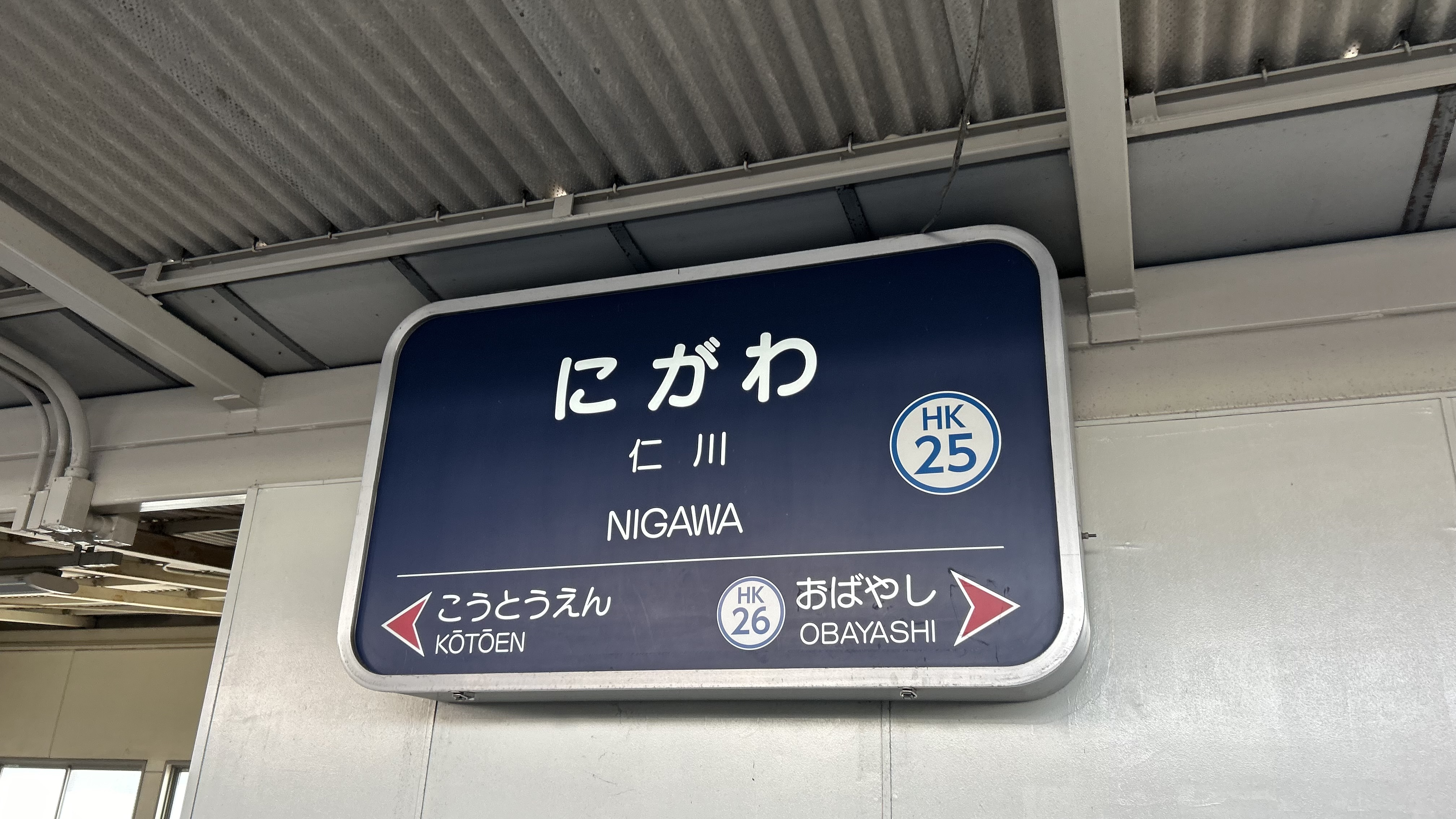
駅名標
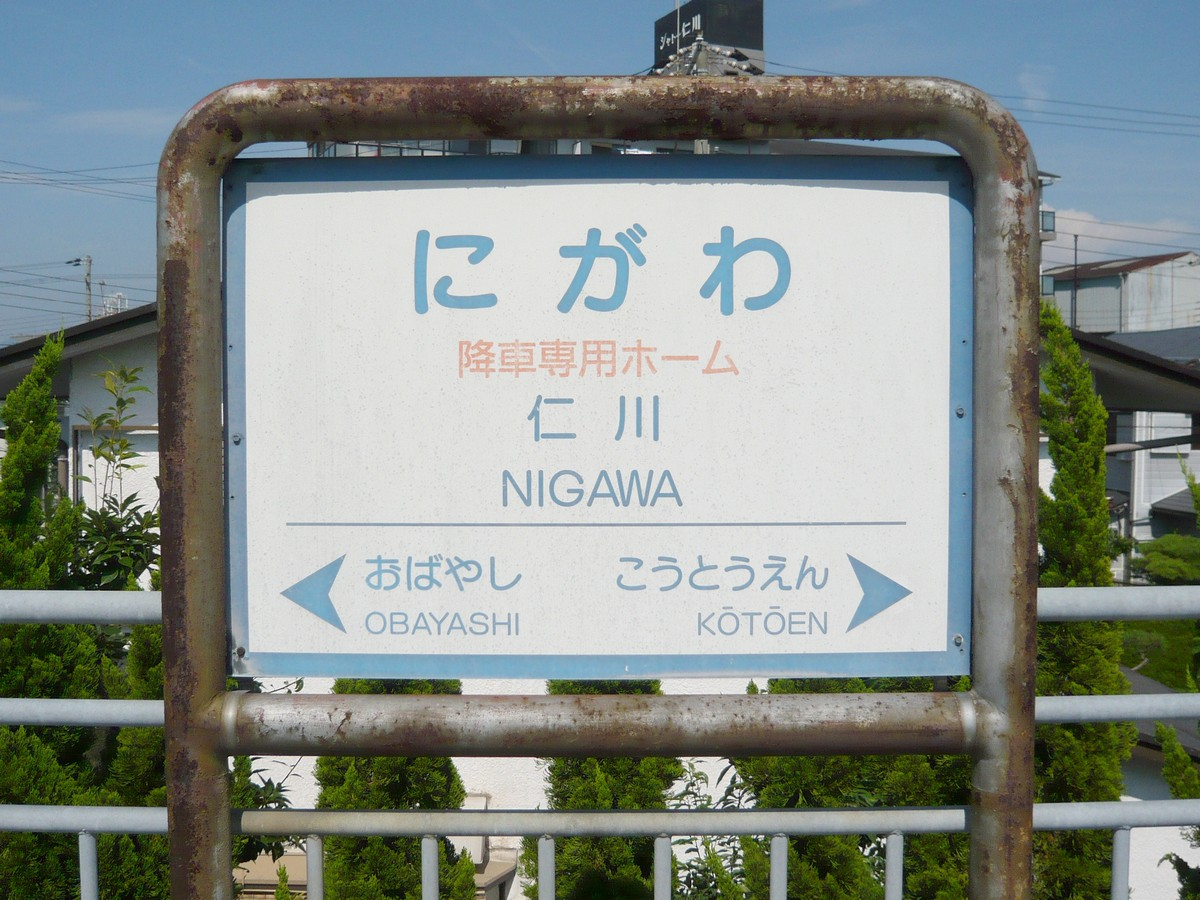
降車専用ホームの駅名標

## ダイヤ
上下とも、毎時6本が発着する。朝限定で、大阪梅田行の準急が運行される。

## 利用状況
2021年の通年平均の乗降人員は16,625人である。
近年の1日平均乗降・乗車人員の推移は下記の通り。
| 年次               | 乗降人員 | 乗降人員 | 乗降人員   | 乗車人員 | 乗車人員 | 乗車人員   |
| 年次               | 平日限定 | 通年平均 | 11月特定日 | 平日限定 | 通年平均 | 11月特定日 |
| ------------------ | -------- | -------- | ---------- | -------- | -------- | ---------- |
| 1996年（平成08年） |          |          | 23,074     |          |          | 11,666     |
| 1997年（平成09年） |          |          | 23,370     |          |          | 11,826     |
| 1998年（平成10年） |          |          | 21,247     |          |          | 10,521     |
| 1999年（平成11年） | -        | -        | -          | -        | -        | -          |
| 2000年（平成12年） |          |          | 21,703     |          |          | 11,007     |
| 2001年（平成13年） |          |          | 19,939     |          |          | 9,362      |
| 2002年（平成14年） |          |          | 21,998     |          |          | 10,315     |
| 2003年（平成15年） |          |          | 22,261     |          |          | 10,587     |
| 2004年（平成16年） |          |          | 24,918     |          |          | 11,481     |
| 2005年（平成17年） |          |          | 25,045     |          |          | 11,543     |
| 2006年（平成18年） |          |          | 24,962     |          |          | 11,632     |
| 2007年（平成19年） | 22,676   |          | 25,218     | 11,021   |          | 11,646     |
| 2008年（平成20年） | 23,138   |          | 24,429     | 11,204   |          | 11,449     |
| 2009年（平成21年） | 22,805   |          | 24,273     | 11,048   |          | 11,138     |
| 2010年（平成22年） | 23,128   |          | 24,226     | 11,168   |          | 11,176     |
| 2011年（平成23年） | 23,137   |          | 25,252     | 11,157   |          | 11,636     |
| 2012年（平成24年） | 23,487   |          | 26,184     | 11,348   |          | 12,085     |
| 2013年（平成25年） | 23,614   |          | 24,328     | 11,403   |          | 11,689     |
| 2014年（平成26年） | 23,667   |          | 23,266     | 11,412   |          | 11,071     |
| 2015年（平成27年） | 23,843   |          | 23,843     | 11,495   |          | 11,495     |
| 2016年（平成28年） | －       | 24,847   | 24,237     | －       | 12,138   | 11,680     |
| 2017年（平成29年） | －       | 25,202   | 24,631     | －       | －       | 11,877     |
| 2018年（平成30年） | －       | 24,791   | 24,316     | －       | －       | 11,732     |
| 2019年（令和元年） | －       | 24,998   | 24,545     | －       | －       | 11,841     |
| 2020年（令和2年）  |          | 15,690   |            |          |          |            |
| 2021年（令和3年）  |          | 16,625   |            |          |          |            |

## 駅周辺
宝塚市と西宮市の市境をなす仁川が流れている。また仁川渓谷（仁川ピクニックセンター）は市街地からすぐにハイキングに行ける行楽地としても名高い。
- 阪神競馬場[2]
- さらら仁川
- 弁天池公園
- 仁川百合野町地すべり資料館
- 兵庫県立甲山森林公園
- 関西学院大学西宮上ヶ原キャンパス
- 関西学院中学部・高等部
- 仁川学院中学校・高等学校
- 仁川学院小学校
- 西宮仁川郵便局
- 宝塚鹿塩郵便局
- 新明和工業本社

### バス路線
「阪急仁川駅」バス停があり、阪急バスの路線が乗り入れる。
- 1番のりば（仁川循環線）
  - 仁川高丸循環（イエズス修道会・仁川植物園前方面）
  - 仁川台循環（仁川台中・仁川団地方面）
- 2番のりば（武庫川線、宝塚市内線）
  - 35系統 阪急逆瀬川 行（競馬場・東蔵人・宝塚市役所前経由）
  - 35系統 東蔵人 止
  - 36系統 JR甲子園口 行（競馬場・段上町7丁目・甲武橋経由）
  - 91系統 JR中山寺駅（南口） 行（西野団地・宝塚安倉団地・宝塚営業所前経由）※1日1便のみ
  - 91系統 宝塚営業所前 行（西野団地・宝塚安倉団地経由）※1日1便のみ

90・91系統については2008年（平成20年）3月31日まで試行運転扱いであったが、4月1日以降は平日・土曜・休日ともに1日2往復（各系統1往復）へ減便となる。
また、2021年4月3日改正で35・36系統の甲東園発着は廃止となった。2022年4月30日より「仁川駅前」から「阪急仁川駅」に停留所名を変更。

## 隣の駅
阪急電鉄
■今津線
■準急（大阪梅田行きのみ運転）・■普通
小林駅 (HK-26) - 仁川駅 (HK-25) - 甲東園駅 (HK-24)

- この他、競馬開催時には当駅始発大阪梅田行きの臨時急行が設定される。当駅を発車後は、神戸本線塚口駅までノンストップで運転（西宮北口駅ではホームのない渡り線を走行）する。停車駅等の詳細は阪急今津線を参照のこと。
- 戦中の1943年（昭和18年）12月15日から1945年（昭和20年）9月21日にかけ、現在の阪神競馬場の位置にあった川西航空機の工場への通勤便宜を図るため、鹿塩駅が小林駅 - 当駅間に設けられていた。